# Amanda Michalka
Amanda Joy Michalka, pseud. AJ (ur. 10 kwietnia 1991 w Torrance) – amerykańska aktorka, piosenkarka i autorka piosenek. Śpiewała w duecie 78violet ze swoją starszą o dwa lata siostrą Alyson. W 2017 roku duet sióstr powrócił do używania pierwotnej nazwy zespołu i wydaje swoje single i albumy pod szyldem Aly & AJ.

## Życiorys
Amanda Michalka urodziła się 10 kwietnia 1991 w Torrance. Dorastała i wychowywała się w Seattle. Po przeprowadzce jej rodzice zadbali o to by siostry uzyskały gruntowną edukację w dziedzinie muzyki i aktorstwa. Od wczesnych lat była posyłana na zajęcia i występy. Później całą rodziną przeprowadzili się z powrotem do Kalifornii, gdzie mieszkają do dziś.

### Kariera
Michalka była najlepszą młodą artystką w Kościele w Południowej Karolinie. Michalka gra na wielu instrumentach, takich jak akustyczna i elektryczna gitara, pianino (zaczęła grać mając cztery lata) i bongosach. Kiedyś była modelką w katalogach. W marcu 2006 zadebiutowała w filmie Piękne mleczarki rolą Courtney Callum, obok swojej siostry Aly. Występowała również w serialach, takich jak Oliver Beene, Sześć stóp pod ziemią, The Guardian, Szpital miejski i The Good Doctor. Zagrała w filmie MTV, Super Sweet 16: The Movie.

## Filmografia

### Filmy i seriale[3]
| Rok       | Tytuł                              | Rola             | Notatki                           |
| --------- | ---------------------------------- | ---------------- | --------------------------------- |
| 2002      | Passions                           | córka Sheridan   | 1 odcinek                         |
| 2002      | Birds of Prey                      | młoda Dinah      | 2 odcinki                         |
| 2002-2004 | The Guardian                       | Shannon Gressler | Sezon 2-3 (15 odcinków)           |
| 2003-2004 | Oliver Beene                       | Bonnie           | Season 1-2 (8 odcinków)           |
| 2004      | Szpital miejski                    | Ashley B.        | 3 odcinki                         |
| 2004      | Sześć stóp pod ziemią              | Ashley           | 2 odcinki                         |
| 2005      | Kitty's Dish                       | Kitty            | główna rola                       |
| 2006      | Haversham Hall                     | Sam Tillar       | Pilot, nieemitowany               |
| 2006      | Piękne mleczarki                   | Courtney Callum  | film telewizyjny (Disney Channel) |
| 2007      | Super Sweet 16: The Movie          | Sara Connors     | film telewizyjny (MTV Films)      |
| 2009      | Nostalgia anioła                   | Clarissa         | Premiera w grudniu 2009           |
| 2010      | Slow Moe                           | Emily            |                                   |
| 2010      | Niezwyciężony Secretariat          | Kate Chenery     |                                   |
| 2011      | Hellcats                           | Deirdre Perkins  | 3 odcinki                         |
| 2011      | Super 8                            | Jen Kaznyk       |                                   |
| 2011      | Salem Falls                        | Gillian Duncan   |                                   |
| 2013      | Angels in Stardust                 | Vallie Sue       |                                   |
| 2013      | Grace unplugged                    | Grace            |                                   |
| 2014      | Expecting Amish                    | Hannah Yoder     |                                   |
| 2014      | Goldbergowie                       | Lainey Lewis     |                                   |
| 2014      | Dolina Krzemowa                    | Charlotte        |                                   |
| 2014      | Motive                             | Emily Williams   |                                   |
| 2014-16   | Steven Universe                    | Stevonnie (głos) | 4 odcinki                         |
| 2015      | The Guilty Innocent                | Tiffiny          |                                   |
| 2018-2020 | She-Ra and the princesses of power | Catra (głos)     |                                   |
| 2022      | The Good Doctor                    | Nelly Dunn       | Sezon 5 (1 odcinek)               |

### Talk-show
- Live with Regis & Kelly (2006)
- Total Request Live (2006)
- America's Got Talent (2006)
- The Megan Mullally Show (2006)
- Good Morning America (2006)
- MTV Cribs (2006)
- Fox and Friends (2007)
- Live with Regis and Kelly (2007)
- Punk'd (2007)